# Karl Gützlaff
Karl Friedrich August Gützlaff (angol nyelvűeknek Charles Gutzlaff) (Pyrzyce, 1803. július 8. – Hongkong, 1851. augusztus 9.) német misszionárius a Távol-Keleten, az egyik első protestáns misszionárius Bangkokban, Thaiföldön (1828) és Koreában (1832). Széles körben olvasott könyvek szerzője, mint például a Journal of Three Voyages along the Coast of China in 1831, 1832 and 1833, with notices of Siam, Corea, and the Loo-Choo Islands' (Három utazás útinaplója Kína partjainál 1831-ben, 1832-ben és 1833-ban) (1834). Tolmácsként szolgált a brit diplomatáknak az első ópiumháború során. Gützlaff volt az egyik első protestáns misszionárius Kínában, aki kínai öltözetet viselt. Kínában róla kapta nevét a Gützlaff út.

## Élete
Pyritzben született (mai Pyrzyce), Pomerániában, majd szíjgyártó inas volt Stettinben, de sikeresen felvételt nyert pedagógiára a Hallei Egyetemen, és csatlakozott a berlini Janike szervezethez.
A Holland Misszió Társaság 1826-ban kiküldte őt Jáva szigetére, ahol megtanult kínaiul. Gützlaff elhagyta a társaságot 1828-ban, és először Szingapúrba, majd Bangkokba ment Jacob Tomlinnal, aki a Londoni Missziós Társaságnál a Biblia Thai nyelvre való fordításán dolgozott. 1829 decemberében tett egy rövid utazást Szingapúrba, ahol feleségül vett egy egyedülálló angol misszionárius hölgyet, Maria Newellt. 1830-ban együtt visszatértek Bangkokba, és a kambodzsai és a Lao nyelv szótárán dolgoztak. Mielőtt elkészültek volna, Maria belehalt a szülésbe. Gützlaff újraházasodott, ez alkalommal Mary Wanstallal 1834-ben. A második Mrs. Gützlaff egy iskolát vezetett, és egy otthont vakoknak Makaóban. Mary Szingapúrban halt meg 1849-ben, és ott is temették el. Gützlaff harmadik esküvője pedig Dorothy Gabriellel volt 1850-ben, Angliában.

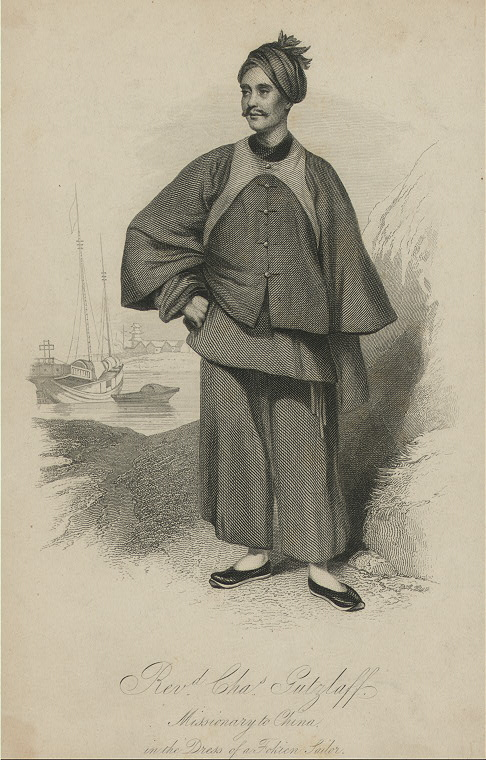
Gützlaff Fucsien öltözékben

Makaóban, majd később Hongkongban Gützlaff a Biblia kínai fordításán dolgozott, kiadott egy havilapot kínaiul Keleti Nyugati Havilap néven, és kínai nyelven írt könyveket gyakorlati dolgokról. 1834-ben kiadta a Három utazás útinaplója Kína partjainál 1831-ben, 1832-ben és 1833-ban című könyvét. Mindeközben pedig traktátusokat osztogatott, amelyeket társa, Robert Morrison, egy másik kínai misszionárius készített.
1840-ben egy négytagú csoport (Walter Henry Medhurst, Charles Gutzlaff, Elijah Coleman Bridgman, és John Robert Morrison) együttműködött, hogy lefordítsák a Bibliát kínaira. A fordítás héber részének nagy része Güztlaff munkája volt, kivéve Mózes öt könyvét és Józsué könyvét, mert ezeket csapatmunkában fordították. Ez a fordítás, mely 1847-ben készült el, jól ismert lett, mivel Hong Xiuquan is elfogadta, aki a Taipingtianguo mozgalom (Tajping-felkelés) vezetője volt. Ez a Bibliafordítás helyes és szöveghű volt.
Az 1830-as években William Jardine rábírta Gützlaffot, hogy tolmácsként dolgozzon a hajóskapitányoknak az ópiumcsempészet közben, azzal biztosítva őt, hogy ez lehetővé teszi számára, hogy többek megtérjenek. Gützlaff később segédkezett a tárgyalásokban az Első Ópiumháború során (1839-42). Mintegy válaszként arra, hogy a kínai kormányzat nem engedte be az „idegeneket” az ország belső régióiba, Gützlaff 1844-ben alapított egy iskolát bennszülött misszionáriusoknak, és kiképzett majdnem 50 kínait az első négy évben. Sajnos Gützlaff ötletei meghaladták adminisztratív képességeit. Úgy végezte, hogy saját bennszülött misszionáriusai áldozatává vált. Megtérések és az Újszövetség eladásának sikereiről számoltak be neki. Amíg Gützlaff misszionáriusai között voltak, akik valóban megtértek, voltak olyanok is, akik ópiumfüggők voltak, és soha sem jártak azokon a helyeken, amiről beszámoltak. A pénz utáni szenvedélyük miatt a megtérésekről szóló beszámolókat meghamisították, a Gützlafftól kapott Újszövetségeket pedig eladták a nyomdának, ami pedig újra eladta azokat Gützlaffnak.
A botrány akkor tört ki, amikor Gützlaff éppen Európában volt adománygyűjtésen.
A csalás leleplezése miatt összetörve, Gützlaff 1851-ben hunyt el Hongkongban. Az általa alapított Kínai Evangelizációs Társaság túlélte őt, majd később kiküldte Hudson Taylort, aki megalapította a sikeres Kína Belföldi Missziót. Taylor Gützlaffot a Kína Belföldi Misszió nagyapjának nevezte.

### Társaság a Hasznos Ismeretterjesztésért Kínában
1834. november 29-én Gützlaff az újonnan alakult Társaság a Hasznos Ismeretterjesztésért Kínában tagja lett. A bizottság tagjai széles körben képviselték a business és a misszió világát Cantonban: James Matheson (elnök), David Olyphant, William Wetmore, James Innes, Thomas Fox, Elijah Coleman Bridgman és John Robert Morrison. John Francis Davis, az akkori brit kereskedelem kínai főfelügyelője a társaság tiszteletbeli tagja lett.

### Hatások
Gützlaff írásai hatással voltak dr. Livingstone-ra és Karl Marxra. David Livingstone elolvasta Gützlaff Felhívni a brit és amerikai gyülekezeteket Kína nevében című könyvét, és úgy döntött, hogy orvos-misszionárius lesz. Ez 1840-ben történt, és ekkor már az első ópiumháború kitörése miatt Kína túl veszélyessé vált a külföldiek számára. Így a Londoni Missziós Társaság Afrikába küldte őt.
Mialatt Gützlaff Európában volt adománygyűjtésen 1850-ben, Karl Marx elment, hogy meghallgassa londoni beszédét. Ő is sokat olvasott Gützlaff írásaiból, amelyek forrásává váltak Marx cikkeinek a London Times-ban és a New York Daily Tribune-ben az 1840-es és 1850-es években. Ezek azok a cikkek, melyek a császárpárt vagy éppen a vallás ellen szóltak.

## Munkássága

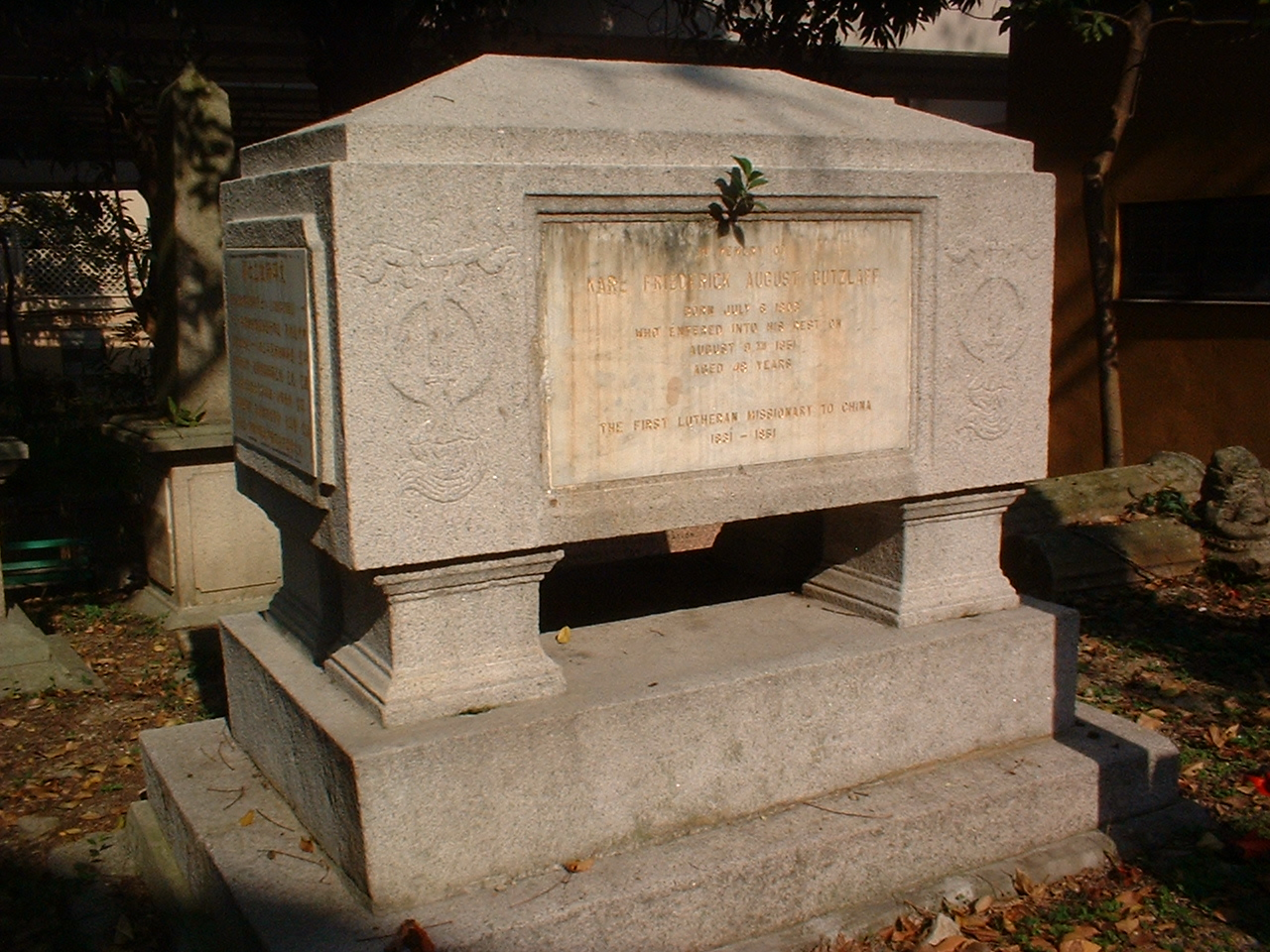
Gützlaff sírja a hongkongi temetőben

- Karl Friedrich A. Gützlaff. Journal of Three Voyages Along the Coast of China, in 1831, 1832 and 1833 With Notices of Siam, Corea, and the Loo-Choo Islands (1840) (Három utazás útinaplója Kína partjainál 1831-ben, 1832-ben és 1833-ban, megfigyelések Siamról, Koreáról, és a Loo-Choo szigetekről.)
- A kínai történelem vázlata, ősi és újkori (London, 1834, a német verzió 1847-ben), első és második kötet.
- Karl Friedrich A. Gützlaff. China Opened; or, A Display of the Topography, History ... etc. of the Chinese Empire, revised by A. Reed (1838) Első kötet.
- China Opened; Or, A Display of the Topography, History, Customs, Manners, Arts, Manufactures, Commerce, Literature, Religion, Jurisprudence, etc. of the Chinese Empire. London: Smith, Elder & Co. (1838) Második kötet.
- Life of Taou-Kwang, Late Emperor of China. London: Smith, Elder & Co. (1852)